# Sageretia elegans
Sageretia elegans är en brakvedsväxtart som först beskrevs av Carl Sigismund Kunth, och fick sitt nu gällande namn av Brongniart. Sageretia elegans ingår i släktet Sageretia och familjen brakvedsväxter. Inga underarter finns listade i Catalogue of Life.